# Efekt Łazarza
Efektem Łazarza określa się zjawisko pojawienia się gatunku zwierzęcia uznanego za wymarłe. Początkowo używane było przez paleontologów, później termin przyjęli także biolodzy.
Nazwa związana jest ze wskrzeszeniem Łazarza opisanym w Nowym Testamencie.

## Przykłady

### Latimeria
Przykładem jest odkrycie latimerii, ryby należącej do trzonopłetwych, które pojawiły się na Ziemi 400 mln lat temu. W 1938 roku Marjorie Courtenay-Latimer, kustosz muzeum w Republice Południowej Afryki, natknęła się na okaz latimerii (złapanej w rybackie sieci). Gatunek został nazwany Latimeria chalumnae.

### Isthmohyla rivularis
Innym głośnym przypadkiem odkrycia zwierzęcia uznanego za wymarłe jest odnalezienie Isthmohyla rivularis, żaby drzewnej zamieszkującej Kostarykę. Od 20 lat uważano, iż ten gatunek wyginął na skutek epidemii grzybicy skóry, która zabiła wiele innych gatunków żab.